# كاميلي مارينو
كاميلي مارينو (بالإنجليزية: Camille Marino)‏ هي ناشِطة أمريكية، ولدت في 1964.